# Debos placatus
Debos placatus là một loài bướm đêm trong họ Geometridae.